# Émile des Roses
Pour plus de détails, voir Fiche technique et Distribution.
Émile des Roses (Rosenemil) est un film romantique germano-helvéto-franco-roumain réalisé par Radu Gabrea et sorti en 1993.
Le film met en vedette Werner Stocker dans le rôle-titre, celui d'un homme entre deux femmes, interprétées par Dana Vávrová et Dominique Sanda. Il s'agit de la dernière apparition de Stocker au cinéma. L'histoire est adaptée du roman éponyme (1935) de Georg Hermann.

## Synopsis
À Berlin à la fin du XIXe siècle, Le jeune petit malfrat, ancien gymnaste et bourreau des cœurs notoire Émile a du succès auprès des femmes. Dans son métier principal — il vend des romans à l'eau de rose sur la grande avenue Unter den Linden — les choses vont beaucoup moins bien pour lui. Alors que les ventes sont plutôt lentes, il a déjà fait deux « conquêtes » aujourd'hui : Brillanten-Bertha, une prostituée vieillissante mais très élégante, qui doit son surnom à son décolleté orné de bijoux, et la brave et de prime abord assez timide Polonaise Lissy. Mais Lissy n'est pas aussi sage et timide que cela ; elle a la langue bien pendue et remet volontiers ce pseudo-Casanova berlinois à sa place avec des répliques bien senties. Lissy arrondit également ses fins de mois en couchant avec des clients.
Mais contrairement à sa collègue Bertha, qui sort progressivement du jeu, Lissy est très populaire, mais elle reste limitée à un milieu très mal famé (connu grâce aux nombreux dessins de Heinrich Zille). Dans le même temps, Émile devient fou amoureux de Lissy et lui achète une rose pour lui témoigner son affection. C'est aussi le début d'une relation d'affaires, car bientôt « Émile des Roses », comme il s'appelle désormais, devient son « protecteur » et son proxénète. Les infidélités d'Émile s'opposent toutefois à leur bonne entente, notamment lorsque le coureur de jupons se met à fréquenter assidûment Brillanten-Bertha. Il n'attend cependant pas d'elle une idylle, mais plutôt une ascension sociale et des avantages économiques. Après s'être réveillé d'un cauchemar, Émile des Roses se rend compte qu'il fait fausse route et retourne auprès de sa Lissy, mais il est trop tard : victime d'un coup du sort, Lissy meurt dans les bras d'Émile.

## Fiche technique
- Titre original allemand : Rosenemil ou Rosen-Emil[1],[2]
- Titre roumain : Rosenemil - O tragică iubire[3]
- Titre français : Émile des Roses[4]
- Réalisation : Radu Gabrea
- Scénario : Radu Gabrea, Lubor Dohnal (cs)
- Photographie : Dinu Tánase
- Montage : Sophie Coussein, Emanuel DeWit
- Musique : Charles Kálmán, Stefan Zorzor
- Décors : Florin Gabrea
- Production : Radu Gabrea, Henry Lange, André Lange
- Sociétés de production : Galla-Film München, Defa Studio Babelsberg, Molecule-Film Paris, Artimage Geneva, ZDF, ProFilm București
- Pays de production :  Allemagne -  Suisse -  Roumanie -  France
- Langue originale : allemand, roumain, français
- Format : couleurs - Son stéréo - 35 mm
- Genre : film romantique
- Durée : 96 minutes
- Dates de sortie : 
  - Allemagne : 19 août 1993

## Distribution
- Werner Stocker : Émile (Emil en VO)
- Dana Vávrová : Lissy
- Dominique Sanda : Brillanten-Bertha
- Serge Reggiani : Dr Levy
- Bernard-Pierre Donnadieu : Dr Friedmann
- Erich Bar : Palisaden-Karl
- Udo Schenk : Turfkari
- Jürgen Watzke : Baumüller
- Franziska Troegner : Mme Rutsch
- Christoph Eichhorn : Spitzmaus
- Jaecki Schwarz : Kletter-Willem
- Jim Kain : Schieber-Friedrich
- Jürgen Wolters (de) : Säge-Robert
- Daniela Lunkewitz : Martha
- Carmen-Maja Antoni : Wanda